# Molophilus nigrescens
Molophilus nigrescens är en tvåvingeart som beskrevs av Paul Lackschewitz 1940. Molophilus nigrescens ingår i släktet Molophilus och familjen småharkrankar.
Artens utbredningsområde är Spanien. Inga underarter finns listade i Catalogue of Life.